# Shunsuke Mori
Shunsuke Mori (født 4. oktober 1994) er en japansk fodboldspiller, som spiller for den japanske fodboldklub Albirex Niigata.